# Anna Blos
Anna Berta Antonia Blos, née Tomaszewska (née le 4 août 1866 à Liegnitz, morte le 27 avril 1933 à Stuttgart) est une femme politique allemande.

## Biographie
Anna Tomaszewska vient d'une famille bourgeoise évangélique, son père est chirurgien.
Après une scolarité à Karlsruhe, elle étudie à l'université Humboldt de Berlin l'histoire, la littérature et la linguistique. Elle devient enseignante et obtient son premier poste à Stuttgart. Elle est la première femme à intégrer une commission scolaire dans le Reich allemand.
Militante féministe, Blos s'engage pour le droit de vote des femmes. Elle œuvre aussi dans d'autres organisations. Elle rejoint le SPD dans la section du Wurtemberg.
Anna Tomaszewska épouse en 1905 Wilhelm Blos, qui deviendra président de l'État libre populaire de Wurtemberg.
En 1919, Anna Blos est élue député de l'Assemblée nationale de Weimar.
Wilhelm Blos meurt en 1927. Du 21 au 27 décembre 1931, le vieux château de Stuttgart, dans lequel le couple avait un appartement depuis 1922, brûle. Sa bibliothèque disparaît aussi.